# 하라야촌 (시즈오카현)
하라야촌(原谷村)은 시즈오카현의 서부, 사야군・오가사군에 속해있던 촌이다. 현재의 가케가와시 서쪽, 하라노강 하류 지역에 해당한다

## 역사
- 1889년 4월 1일 - 정촌제 시행에 의해 사야군 하라야촌이 성립하였다.
- 1896년 4월 1일 - 군 개편에 의해 오가사군에 속하게 되었다.
- 1957년 3월 31일 - 가케가와시에 편입해, 동일 하라야촌은 폐지되었다.

## 교통

### 철도
- 일본국유철도
  - 후타마타선 (현 덴류하마나코 철도 덴류하마나코선)

현재는 구촌 지역에 이코이노광장역과 하라다역이 있지만, 당시에는 미개업 상태였다. 

## 참고문헌
- 角川日本地名大辞典 22 静岡県